# Championnat d'Europe masculin de rink hockey 1990
Navigation
Championnat d'Europe masculin 1987 Championnat d'Europe masculin 1992
Le Championnat d'Europe de rink hockey masculin 1990 est la 39e édition de la compétition organisée par le Comité européen de rink hockey et réunissant les meilleures nations européennes. Cette édition a lieu à Lodi, en Italie.
L'équipe d'Italie remporte pour deuxième fois le titre européen de rink hockey. C'est la deuxième fois depuis la seconde guerre mondiale que le titre échappe à l'Espagne et au Portugal.

## Participants
Neuf équipes prennent part à cette compétition.
- Allemagne de l'Est
- Allemagne
- Angleterre
- Espagne
- France
- Italie
- Pays-Bas
- Portugal
- Suisse

## Résultats
| Rang | Équipe             | Pts | J | G | N | P | Bp | Bc  | Diff |  | Résultats          |  |     |     |      |      |      |      |      |      |
| ---- | ------------------ | --- | - | - | - | - | -- | --- | ---- |  | ------------------ |  | --- | --- | ---- | ---- | ---- | ---- | ---- | ---- |
| 1    | Italie             | 16  | 8 | 8 | 0 | 0 | 76 | 7   | +69  |  | Italie             |  | 3-1 | 6-1 | 10-2 | 6-1  | 8-2  | 2-0  | 15-0 | 26-0 |
| 2    | Espagne            | 13  | 8 | 6 | 1 | 1 | 96 | 12  | +84  |  | Espagne            |  |     | 2-2 | 7-3  | 10-1 | 12-0 | 13-1 | 16-0 | 35-2 |
| 3    | Portugal           | 13  | 8 | 6 | 1 | 1 | 84 | 16  | +68  |  | Portugal           |  |     |     | 13-4 | 8-1  | 12-0 | 2-1  | 21-0 | 25-2 |
| 4    | Pays-Bas           | 10  | 8 | 5 | 0 | 3 | 49 | 37  | +12  |  | Pays-Bas           |  |     |     |      | 7-2  | 3-2  | 3-0  | 6-1  | 21-2 |
| 5    | Suisse             | 7   | 8 | 3 | 1 | 4 | 35 | 41  | -6   |  | Suisse             |  |     |     |      |      | 4-4  | 2-1  | 6-2  | 18-3 |
| 6    | France             | 6   | 8 | 2 | 2 | 4 | 29 | 43  | -14  |  | France             |  |     |     |      |      |      | 2-2  | 6-1  | 13-1 |
| 7    | Allemagne          | 5   | 8 | 2 | 1 | 5 | 25 | 29  | -4   |  | Allemagne          |  |     |     |      |      |      |      | 6-2  | 14-3 |
| 8    | Angleterre         | 1   | 8 | 0 | 1 | 7 | 10 | 80  | -70  |  | Angleterre         |  |     |     |      |      |      |      |      | 4-4  |
| 9    | Allemagne de l'Est | 1   | 8 | 0 | 1 | 7 | 17 | 156 | -139 |  | Allemagne de l'Est |  |     |     |      |      |      |      |      |      |